# Alexandre Jollien
Alexandre Jollien (Valais, Suïssa, 1975), és un escriptor i filòsof que actualment estudia filosofia a la Universitat de Friburg. Ha estat guardonat per l'Acadèmia Francesa amb el Premi Mottart d'ajuda a la creació literària i el Premi Motyon de literatura i filosofia. Elogi de la debilitat va ser la seva primera obra, i ha estat tot un èxit al nostre país.
Alexandre és un jove amb paràlisi cerebral els pares del qual van creure que el seu futur passava per un internat d'educació especial, on va viure reclòs i en un món allunyat de la realitat. En els seus primers anys com a estudiant intern el van marcar les monòtones teràpies i la seva rutina diària, en què d'altres decidien i cap dels seus actes requeria una motivació o decisió prèvia, però ell mai va tenir una «sensació de ruptura» en entrar a l'internat.
Arribat a l'adolescència, després de moltes «sortides a l'exterior» fora de les quatre parets de l'internat, va sentir la necessitat de prendre les regnes de la seva vida i escrutar tot el que l'envoltava. Es va matricular en una escola normal i no va deixar de rebre estímuls.
Va aprendre a deixar-se impressionar i a prendre's la vida com una aventura, sense enfonsar-se ni un minut. En aquesta nova etapa, els llibres es van convertir en fidels animals de companyia. Va llegir molt «per entendre-ho millor una mica tot». Es va lliurar a la filosofia: «A Sòcrates, Nietzsche i Pascal, sobretot. Ells m'han aportat tant com els amics que he anat fent amb els anys.»
Alguns d'aquests també són disminuïts psíquics com ell, però Alexandre prefereix «veure'ls poc per afavorir la integració». «Encara queda molt per fer. La majoria de la gent continua veient-nos diferents», assegura. Però aquest jove suís s'ha proposat erradicar aquest pensament majoritari i demostrar mitjançant el seu exemple que «cada persona és única, amb els seus pros i contres, però irrepetible; a ningú se'l pot prejutjar per culpa d'una disminució i negar-li les seves múltiples capacitats». Com a mostra, Alexandre assenyala un exemplar del seu Elogi de la debilitat (RBA), un enlluernador diàleg que l'autor manté amb Sòcrates, «l'educador ideal, que confiava en els altres». En aquesta obra autobiogràfica tracta dels problemes que ha hagut d'enfrontar a causa de la seva diversitats; a més a més critica algunes actituds dels educadors que el van tractar, com també algunes millores que s'haurien de fer a l'educació des del seu punt de vista.